# Chatham Sound

Kijkende richting het noordoosten over Chatham Sound

De Chatham Sound is een sound in het westen van Brits-Columbia in Canada en in de Alexanderarchipel in de Alaska Panhandle in het zuidoosten van Alaska in de Verenigde Staten. Alleen een klein stuk van de sound in het noorden ligt in Alaska, de rest in Canada.

## Geografie
Het waterlichaam heeft een lengte van ongeveer 70 kilometer en een breedte van 15 tot 25 kilometer. Chatham Sound is een deels omsloten bassin met een oppervlakte van ongeveer 1600 vierkante kilometer. Het is verbonden met de open wateren van de Hecate Strait en Dixon Entrance via verschillende kanalen, waaronder de Dundas Passage, Hudson Bay Passage, de Brown Passage en de Edye Passage. In het noorden monden de Lincoln Channel, Tongass Passage, Portland Inlet uit op de sound en vanuit het oosten de Prince Rupert Harbour. De sound wordt omsloten door Kanagunut Island, Sitklan Island en Wales Island in het noorden, het Tsimpsean Peninsula van het vasteland van Canada, Digby Island, Kaien Island en Smith Island in het oosten, Porcher Island, Prescott Island en Stephens Island in het zuiden en Melville Island, Dunira Island, Baron Island en Dundas Island in het westen. De twee grote rivieren die in de sound uitmonden zijn de Nass River (via de Portland Inlet) en de Skeena River (via de Inverness Passage en Marcus Passage). Vanwege de grote instroom van zoet water is het zoutgehalte van de sound lager dan dat van de aangrenzende oceaan.
Het waterlichaam ligt in de mariene ecoregio Noord-Amerikaans Pacifisch Fjordland.

## Geschiedenis
Het is mogelijk in 1788 door de Britse kapitein Charles Duncan vernoemd naar John Pitt, 2e graaf van Chatham, die destijds First Lord of the Admiralty was.